# Karl Mayrberger
Karl Mayrberger (født 9. juni 1828 i Wien, død 23. september 1881 i Pressburg) var en østrigsk komponist og musikforfatter.
Mayrberger var lærer i musik i Pressburg og komponerede blandt andet operaen Melusina, musik til Oehlenschlägers Yrsa samt sange for mandskor med mere. Mayrberger forfattede derhos en lærebog i harmonik og Die Harmonik Richard Wagners (1883).